# Suikerwet
De Suikerwet van 1870 regelde de geleidelijke terugtrekking van het Nederlands-Indische gouvernement uit de suikercultuur. In 1891 was deze ontwikkeling voltooid. Het instellen van deze wet door de Nederlandse regering in 1870 was een gevolg van het afschaffen van het cultuurstelsel.
Door de suikerwet konden Europese particuliere bedrijven zich in Nederlands-Indië vestigen om suikerrietplantages te beginnen. De in de Oost verbouwde suiker werd in Nederlandse suikerraffinaderijen verwerkt en daarna verhandeld. Indië, en met name Java, bleef zodoende een bijdrage leveren aan de Nederlandse economie.